# 匯泉國際
22°22′02″N 114°08′17″E / 22.3673008°N 114.1381265°E
匯泉國際有限公司（英語：Telford International Company Limited）是一家由方振文建立的飲品經銷和代理商，其前身永泰洋酒鮮果有限公司由方振文的父親方展禹於1966年建立。

## 外部連結
- 匯泉國際官方網站
- 匯泉中國官方網站